# Phyllodactylus angustidigitus
Phyllodactylus angustidigitus (листопалий гекон вузькопалий) — вид геконоподібних ящірок родини Phyllodactylidae. Ендемік Перу.

## Опис
Phyllodactylus angustidigitus — гекон середнього розміру, довжина якого (без врахування хвоста) становить 57 мм. Цей вид є найбільш схожим на Phyllodactylus gerrhopygus, однак вирізняється меншими і більш численними пластинками на кінці четвертого пальця.

## Поширення і екологія
Вид є ендеміком регіону Іка на південному сході Перу. Його ареал обмежений Національним парком Паракас, що включає півострів Паракас та кількі сусідніх островів. Phyllodactylus angustidigitus живуть на прибережних дюнах і пляжах, серед скелястих виступів і невисоких пагорбів, переважно поблизу узбережжя. Найчастіше вони зустрічаються на черепешкових і галькових пляжах, однак, здається, уникають піщаних пляжів. Живляться дрібними безхребетними, зокрема комахами, ракоподібними і павуками. Самиці відкладають лише одне яйце.

## Збереження
МСОП класифікує цей вид як такий, що перебуває під загрозою зникнення. Phyllodactylus angustidigitus є досить поширеними в межах свого обмеженого ареалу, однак їм загрожує знищення природного середовища і конкуренція з P. gerrhopygus.